# 东斯卡夫塔山县

东斯卡夫塔山县在冰岛的位置

东斯卡夫塔山县是冰岛的一个旧县，位于东部区。全县只有霍尔纳菲厄泽一个市镇，行政范围与该县相当。最大城镇为赫本，著名景观为世界自然遗产瓦特纳冰川国家公园，包括斯卡夫塔费德国家公园在内。